# 公孙戌
公孙戌（?—?），又作公孙戍，战国时期齐国人，孟尝君的门客。
孟尝君代表齐国访问楚国，楚怀王送他一张象牙床。郢都登徒直使护送象牙床，他不愿意去，对孟尝君门下人公孙戌说：“象牙床价值千金，若有毫厘的损伤，我就是卖了妻子儿女也赔不起。你要是能让我避免这趟差使，我愿把祖传的宝剑送给你。”公孙戌答应了，劝孟尝君不要接受象牙床，说小国都请孟尝君担任相国，因为孟尝君扶弱济穷、存亡继绝，钦佩孟尝君的仁义，仰慕孟尝君的廉洁。现在刚到楚国就接受了象牙床，未至之国又拿什么来接待。孟尝君于是同意谢绝楚国的象牙床。公孙戌告辞后快步离开，还没出小宫门，孟尝君叫他回来，问他为什么那么趾高气昂、神采飞扬。公孙戌说：”臣有三件大喜事，一是君门下百人，没有人敢入谏，臣独敢入谏，二是劝谏而君采纳；三喜劝谏能阻止君之过失，郢都登徒不想去送行象床，许给我他先人的宝剑。“把赚了宝剑的事如实报告。孟尝君于是令人在门上贴出布告，表示无论何人，只要能宏扬我田文的名声，劝止我田文的过失，即使私下接受了别人的馈赠也没事，请赶快来进谏。